# Sextus Empiricus
Sextus Empiricus (řecky Σέξτος Ἐμπειρικός; kolem 200 – po 250), byl římský lékař a filosof řeckého původu. Většinu svého života prožil v Alexandrii, ale pobýval taktéž v Athénách nebo Římě.
Jak získal své jméno, zůstává předmětem diskuze. Jedna z teorií tvrdí, že je odvozeno z toho, že patřil k empirickým lékařům. Dle druhého pojetí je pojmenovaný dle ztraceného spisu Potulky empirismem (Empeiriká hypomnémata).
Sextos je označován jako historik filosofie, jenž prostudoval pramennou literaturu, hlavně díla Timóna z Fleiuntu, Ainesidéma a Menodotona z Nikomédie. Vysvětluje základní principy skepse – cíl a kritérium skepse, tropy, známé heslo „ne více“ i „ne spíše“, princip isosthenie, epoché atd.
Se smrtí Sexta Empeirika končí i antická skepse a pyrrhonismus se objevuje až v novověku u jmen jako je Michel de Montaigne či David Hume.
Filozofické školy Sextos rozdělil dle přístupu k hledání pravdy do tří skupin:
1. Tvrdící, že našli pravdu – dogmatici (Aristotelés, Epikúros, Stoicismus)
2. Tvrdící, že pravdu nelze najít – akademici (Karneadés z Kyrény)
3. Stále hledající pravdu – skeptici

## Dílo
Díky jeho dílu si lze učinit obrázek o tehdejším lékařství nejen z laických pohledů, které se v tehdejší literatuře vyskytují relativně často.
Filosoficky se řadil ke skeptikům, ale patrně spíše patřil k filosofujícím spisovatelům, protože v jeho dílech nacházíme především souhrn myšlenek jiných skeptiků. Přínos jeho samého pro filosofii je velmi malý. Sextův význam spočívá především v tom, že jeho díla přibližují obraz celkové antické skepse a lze si z nich udělat představu o logických vývodech jiných starších filosofů.
- Adversus mathematicos – Proti matematikům (šest knih)
- Pyrrhoneioi hypotypóseis – Náčrt pyrrhónství (tří knihy)
- Prós tús dogmatikús – Proti dogmatikům (pět knih)
- Adversus astrologos